# Fèlix Gallardo i Carrera
Fèlix Gallardo i Carrera (1914-1985) fou un empresari català. Es formà a Alemanya i Suïssa. Treballà com a industrial del sector químic i farmacèutic i fou fundador de Laboratorios Hubber, que començaren a produir a Espanya la gammaglobulina. El 1973 succeí Miquel Mateu i Pla com a president de Foment del Treball Nacional, càrrec que deixà durant la transició democràtica. També exercí com a tinent d'alcalde de l'Ajuntament de Barcelona en la dècada de 1970 abans de les primeres eleccions municipals democràtiques després del franquisme.
També fou membre de la Reial Acadèmia de Medicina de Catalunya i com a mecenes publicà els Anales de Medicina y Cirugía de l'Acadèmia en 1979.